# Kuna (Schiff, 1884)
Die Kuna ist ein ehemaliger Eisbrecher, der heute im polnischen Gorzów Wielkopolski,
dem ehemaligen Landsberg an der Warthe, als Museumsschiff dient. Das Wasserfahrzeug gilt heute als ältester Eisbrecher der Welt.

## Geschichte
Das Schiff wurde 1884 von der Danziger Werft Felix Devrient & Co gebaut und unter dem Namen Ferse an die Königlich Preußische Weichselstrombau geliefert. Benannt war der Eisbrecher nach dem Fluss Ferse, heute polnisch Wierzyca, einem westlichen Nebenfluss der Weichsel.
Nach dem Ersten Weltkrieg kam das Schiff unter die Flagge der Freien Stadt Danzig. Ab 1939 unterstand der Eisbrecher der Wasserstraßenbehörde des Deutschen Reiches und erhielt den Namen Marder. Im Jahr 1945 gelangte das Schiff in den Westen und diente zeitweise in Hamburg als Eisbrecher und Schlepper.
1947 wurde der Eisbrecher den polnischen Behörden – Danzig gehörte ab 1945 zu Polen – übergeben, die ihn in Kuna (polnisch für Marder) umbenannten. Nach der Außerdienststellung Mitte der 1960er Jahre diente der ausgeschlachtete Rumpf des Schiffs in Gorzów Wielkopolski als Ponton und sank dort schließlich 1981. Zu Beginn des neuen Jahrtausends wurde er gehoben und das Schiff anschließend nach historischen Plänen restauriert, aber mit Dieselantrieb ausgestattet.

## Das Schiff
Das Schiff wurde 1884 in der damaligen Danziger Schiffswerft & Kesselschmiede Feliks Devrient & Co mit einer Länge von 30,60 Meter und einer Breite von 4,75 Meter gebaut. Der mittlere Tiefgang beträgt heute 1,90 Meter. Ursprünglich von einer Dampfmaschine angetrieben, dient der Fortbewegung heute ein Dieselmotor SW 680 mit 165 PS.